# Socialistische Republiek Servië
De Socialistische Republiek Servië (Servo-Kroatisch: Социјалистичка Република Србија, Socijalistička Republika Srbija) of SR Servië was de officiële naam van Servië als socialistische staat in de voormalige Socialistische Federale Republiek Joegoslavië.

## Geschiedenis
Van 1945 tot 7 juli 1963 heette de staat officieel Volksrepubliek Servië. Het was een autonome staat die evenwel niet onafhankelijk was. In 1974 werd het gebied nog onderverdeeld en werden Vojvodina en Kosovo twee autonome provincies, die dezelfde rechten hadden als de republieken in Joegoslavië. Lange tijd waren er geen problemen in Servië, maar dit veranderde na de dood Tito in 1980. Het Servische en Albanese nationalisme kwam op in Kosovo. Kosovo werd autonomer, maar dit werd tenietgedaan door Slobodan Milošević die na enkele coups aan de macht was gekomen.
Begin jaren negentig verbrokkelde Joegoslavië samen met de val van het communisme. Servië bleef met Montenegro deel uitmaken van de Federale Republiek Joegoslavië en het adjectief Socialistisch verdween uit de naam van de staat. In 2003 hield Joegoslavië op te bestaan en ging over in de losse unie Servië en Montenegro die in 2006 ontbonden werd. Daardoor werd Servië opnieuw een onafhankelijke staat.

## Administratieve onderverdelingen
Binnen de Socialistische Republiek Servië bestonden twee autonome provincies: Socialistische Autonome Provincie Vojvodina en Socialistische Autonome Provincie Kosovo. Het centrale gedeelte van Servië zonder de provincies staat bekend als Centraal-Servië.

## Demografie

### 1971 census
In 1971 bedroeg de totale bevolking van de Socialistische Republiek 8.446.591 inwoners, waaronder:
- Serven = 6.016.811 (71.23%)
- Albanezen = 984.761 (11.66%)
- Hongaren = 430.314 (5.10%)
- Kroaten = 184.913 (2.19%)
- Moslims = 154.330 (1.83%)
- Montenegrijnen = 125.260 (1.48%)
- Joegoslaven = 123.824 (1.47%)
- Slowaken = 76.733
- Roemenen = 57.419
- Bulgaren = 53.800
- Roma = 49.894
- Macedoniërs = 42.675
- Roethenen = 20.608

- Turken = 18.220
- Slovenen = 15.957
- Vlachen = 14.724

### 1981 census
In 1981 bedroeg de totale bevolking van de Socialistische Republiek 9.313.677 inwoners. waaronder:
- Serven = 6.182.159 (66.38%)
- Albanezen = 1.303.032 (13.99%)
- Joegoslaven = 441.941 (4.75%)
- Hongaren = 390.468 (4.19%)
- Moslims = 215.166 (2.31%)
- Kroaten = 149.368 (1.60%)
- Montenegrijnen = 147.466 (1.58%)
- Roma = 110.956 (1.19%)
- Macedoniërs = 48.986
- Slovenen = 12.006

## Leiders

### VoorzitterASNOS(1944 - 1945)
- Siniša Stanković (12 november 1944 - 7 april 1945)

### Presidenten
- - Siniša Stanković (7 april 1945 - maart 1953)
  - Petar Stambolić (December 1953 - april 1957)
  - Jovan Veselinov (April 1957 - 26 juni 1963)
  - Dušan Petrović (26 juni 1963 - 6 mei 1967)
  - Miloš Minić (6 mei 1967 - 6 mei 1969)
  - Dragoslav Marković (6 mei 1969 - 19 april 1974)
  - Živan Vasiljević (19 april - 6 mei 1974)
  - Dragoslav Marković (6 mei 1974 - 5 mei 1978)
  - Dobrivoje Vidić (5 mei 1978 - 5 mei 1982)
  - Nikola Ljubičić (5 mei 1982 - 5 mei 1984)
  - Dušan Čkrebić (5 mei 1984 - 5 mei 1986)
  - Ivan Stambolić (5 mei 1986 - 14 december 1987)
  - Petar Gračanin (14 december 1987 - 20 maart 1989)
  - Ljubiša Igić (20 maart - 8 mei 1989) (acting)
  - Slobodan Milošević (8 mei 1989 - januari 1991)

### Premiers
- - Jaša Prodanović (7 maart 1945 - 9 april 1945)
  - Blagoje Nešković (9 april 1945 - 5 september 1948)
  - Petar Stambolić (5 september 1948 - 5 februari 1953)
  - Petar Stambolić (5 februari 1953 - 16 december 1953)
  - Jovan Veselinov (16 december 1953 - 6 april 1957)
  - Miloš Minić (6 april 1957 - 9 juni 1962)
  - Slobodan Penezić Krcun (9 juni 1962 - 6 november 1964)
  - Stevan Doronjski (Acting; 6 november 1964 - 17 november 1964)
  - Dragi Stamenković (17 november 1964 - 6 juni 1967)
  - Đurica Jojkić (6 juni 1967 - 7 mei 1969)
  - Milenko Bojanić (7 mei 1969 - 6 mei 1974)
  - Dušan Čkrebić (6 mei 1974 - 6 mei 1978)
  - Ivan Stambolić (6 mei 1978 - 5 mei 1982)
  - Branislav Ikonić (5 mei 1982 - 6 mei 1986)
  - Desimir Jevtić (6 mei 1986 - 5 december 1989)
  - Stanko Radmilović (5 december 1989 - 15 januari 1991)

Bosnië en Herzegovina · Kroatië · Macedonië · Montenegro · Servië (Kosovo · Vojvodina) · Slovenië